# Nemzeti Bajnokság I 2015-16
La Nemzeti Bajnokság I 2015-16 fue la 114.ª temporada de la Primera División de Hungría. El nombre oficial de la liga fue OTP Bank Liga por razones de patrocinio. La temporada comenzó el 17 de julio de 2015 y finalizó el 30 de abril de 2016. El club Ferencváros de la ciudad de Budapest consiguió el título número 29 de su historia tras 12 temporadas.
Los doce clubes en competencia disputaron tres ruedas con un total de 33 partidos disputados por club. Al final de la temporada, los dos últimos clasificados descienden y son sustituidos por el primero y segundo de la NB2, la segunda división de Hungría.

## Ascensos y descensos
Al término de la temporada 2014-15, fueron relegados Dunaújváros PASE y Lombard Pápa, y ascendieron de la Nemzeti Bajnokság II el Vasas Budapest y el Békéscsaba Előre.
Con posterioridad perdieron la categoría los clubes Győri ETO, Kecskeméti, Pécsi MFC y Nyíregyháza Spartacus por problemas de obtención de la licencia profesional para la siguiente temporada. De este modo el número de clubes en la máxima categoría se redujo de 16 a 12 equipos.
| Pos. | Descendidos de la Nemzeti Bajnokság I 2014-15 |
| ---- | --------------------------------------------- |
| 8.º  | Győri ETO                                     |
| 9.º  | Kecskeméti                                    |
| 11.º | Pécsi MFC                                     |
| 12.º | Nyíregyháza                                   |
| 15.º | Dunaújváros PASE                              |
| 16.º | Lombard Pápa                                  |

| Pos. | Ascendidos de la Nemzeti Bajnokság II 2014-15 |
| ---- | --------------------------------------------- |
| 1.º  | Vasas Budapest                                |
| 2.º  | Békéscsaba Előre                              |

## Clubes
| Club                 | Ciudad         | Estadio                  | Capacidad |
| -------------------- | -------------- | ------------------------ | --------- |
| Békéscsaba Előre     | Békéscsaba     | Stadion Kórház utcai     | 10.400    |
| Debreceni VSC        | Debrecen       | Nagyerdei Stadion        | 20.340    |
| Diósgyori VTK        | Miskolc        | DVTK Stadion             | 11.398    |
| Ferencvárosi TC      | Budapest       | Groupama Arena           | 15.804    |
| Honvéd Budapest FC   | Budapest       | Bozsik Stadion           | 9.500     |
| MTK Budapest FC      | Budapest       | Estadio Nándor Hidegkuti | 7.515     |
| Paksi SE             | Paks           | Fehérvári úti stadion    | 4.400     |
| Puksás AFC           | Felcsút        | Pancho Arena             | 3.000     |
| Szombathelyi Haladás | Szombathely    | Rohonci úti stadion      | 9.500     |
| Újpest FC            | Budapest       | Estadio Ferenc Szusza    | 13.501    |
| Videoton FC          | Székesfehérvár | Sóstói Stadion           | 14.300    |
| Vasas                | Budapest       | Estadio Rudolf Illovszky | 9.000     |

## Clasificación
- Actualizado al final del torneo el 30 de abril de 2016.[1]

| ---             | Pos. | Equipos          | PJ | PG | PE | PP | GF | GC | DIF | PTS |
| --------------- | ---- | ---------------- | -- | -- | -- | -- | -- | -- | --- | --- |
| Clasifica a UCL | 1.   | Ferencváros      | 33 | 25 | 3  | 5  | 69 | 22 | +47 | 78  |
| Clasifica a UEL | 2.   | Videoton FC      | 33 | 17 | 4  | 12 | 43 | 29 | +14 | 55  |
| Clasifica a UEL | 3.   | Debreceni VSC    | 33 | 14 | 11 | 8  | 48 | 34 | +14 | 53  |
|                 | 4.   | MTK Budapest     | 33 | 14 | 8  | 11 | 38 | 37 | +1  | 50  |
|                 | 5.   | Haladas          | 33 | 13 | 11 | 9  | 33 | 37 | -4  | 50  |
|                 | 6.   | Újpest Budapest  | 33 | 11 | 13 | 9  | 42 | 37 | +5  | 46  |
|                 | 7.   | Paksi SE         | 33 | 12 | 7  | 14 | 41 | 40 | +1  | 43  |
|                 | 8.   | Honvéd Budapest  | 33 | 12 | 7  | 14 | 40 | 39 | +1  | 43  |
|                 | 9.   | Diósgyőri VTK    | 33 | 10 | 8  | 15 | 37 | 47 | -10 | 38  |
|                 | 10.  | Vasas Budapest   | 33 | 9  | 5  | 19 | 32 | 54 | -22 | 32  |
|                 | 11.  | Puskás Akadémia  | 33 | 7  | 10 | 16 | 35 | 51 | -16 | 31  |
|                 | 12.  | Békéscsaba Előre | 33 | 6  | 9  | 18 | 25 | 55 | -30 | 27  |

|  | Clasificado a la Liga de Campeones de la UEFA 2016-17. |
|  | Clasificado a la Liga Europea de la UEFA 2016-17.      |
|  | Desciende a la Nemzeti Bajnokság II.                   |

## Goleadores
Actualizado al final del torneo el 30 de abril de 2016
| N.º | Jugador          | Club            | Goles |
| --- | ---------------- | --------------- | ----- |
| 1   | Dániel Böde      | Ferencváros     | 17    |
| 2   | Mbaye Diagne     | Újpest Budapest | 11    |
| 2   | Sándor Torghelle | MTK Budapest    | 11    |
| 4   | Đorđe Kamber     | Honvéd Budapest | 9     |
| 4   | Stanislav Šesták | Ferencváros     | 9     |
| 6   | Soma Novothny    | Diósgyőri VTK   | 8     |
| 7   | Bálint Gaál      | Haladás         | 7     |
| 7   | Ádám Gyurcsó     | Videoton        | 7     |
| 7   | János Hahn       | Paksi SE        | 7     |
| 7   | József Kanta     | MTK Budapest    | 7     |
| 7   | Roland Lamah     | Ferencváros     | 7     |
| 7   | Márió Németh     | Haladás         | 7     |
| 7   | László Pekár     | Puskás          | 7     |
| 7   | Roland Varga     | Ferencváros     | 7     |